# Chondrorrhina specularis
Chondrorrhina specularis är en skalbaggsart som beskrevs av Gerstaecker 1867. Chondrorrhina specularis ingår i släktet Chondrorrhina och familjen Cetoniidae.

## Underarter
Arten delas in i följande underarter:
- C. s. luctuosus
- C. s. nigripes